# Lekkoatletyka na Letnich Igrzyskach Olimpijskich 1964 – bieg na 100 m kobiet
Bieg na 100 metrów kobiet podczas XVIII Letnich Igrzysk Olimpijskich w Tokio rozegrano 15 (eliminacje i ćwierćfinały) i 16 października (półfinały i finał) 1964 na Stadionie Olimpijskim w Tokio. Zwyciężczynią została Amerykanka Wyomia Tyus, która w ćwierćfinale wyrównała rekord świata wynikiem 11,2 s.

## Rekordy

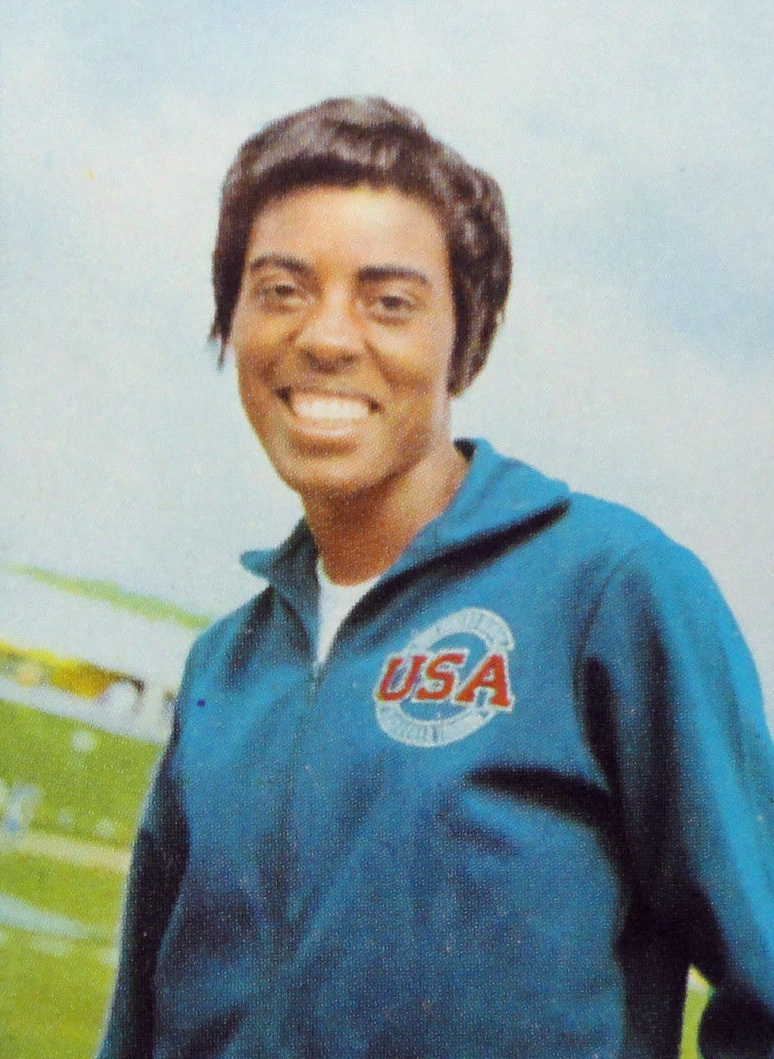
Wyomia Tyus

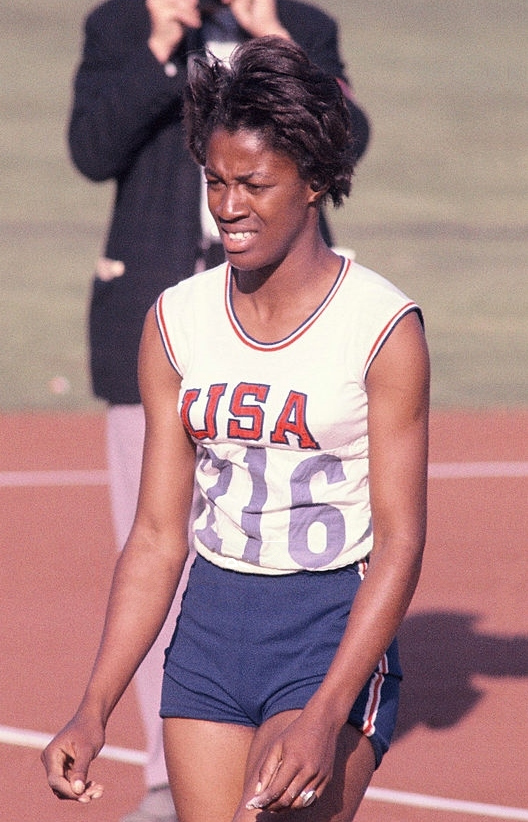
Edith McGuire

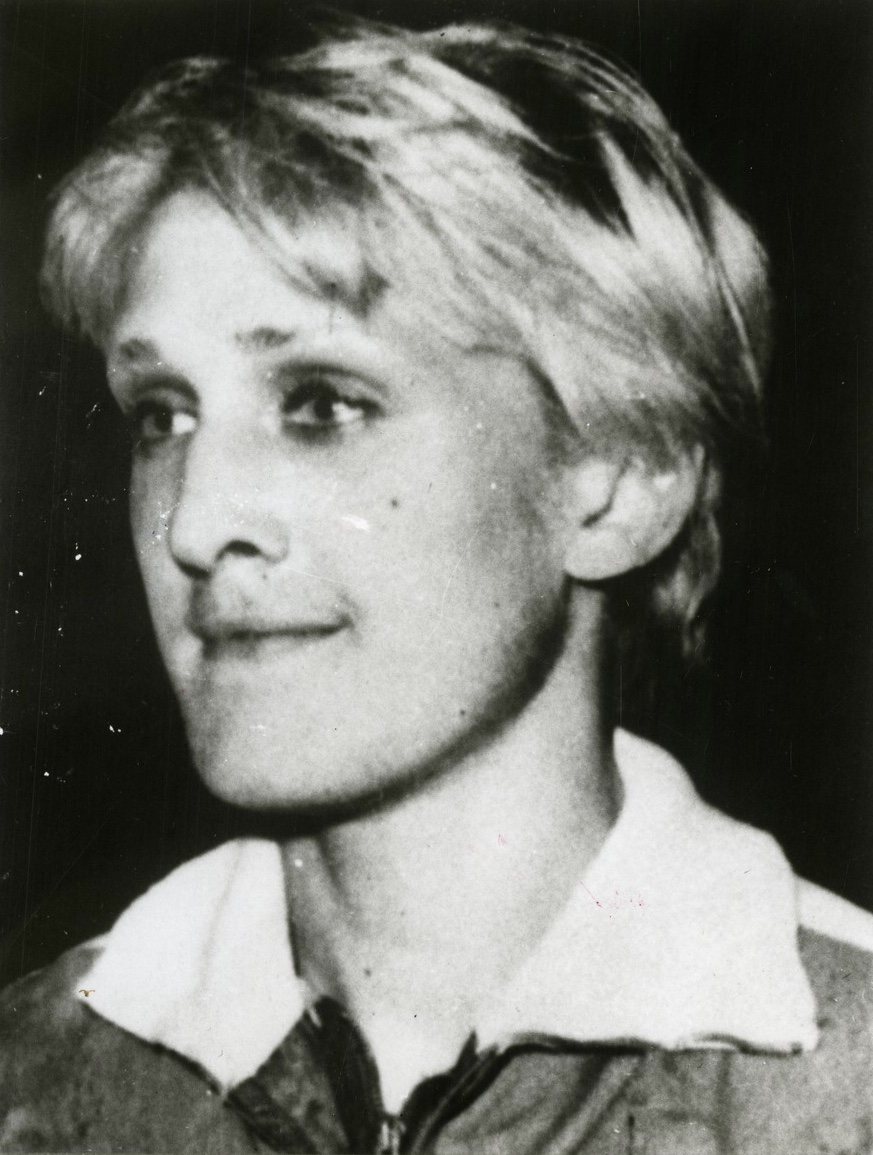
Ewa Kłobukowska

|                   | zawodniczka   | narodowość        | czas | data                 | miejsce   |
| ----------------- | ------------- | ----------------- | ---- | -------------------- | --------- |
| Rekord świata     | Wilma Rudolph | Stany Zjednoczone | 11,2 | 19 lipca 1961(dts)   | Stuttgart |
| Rekord olimpijski | Wilma Rudolph | Stany Zjednoczone | 11,3 | 2 września 1960(dts) | Rzym      |

## Wyniki
| Poz. - pozycja |
| – rekord świata \| – rekord krajowy \| – rekord życiowy \| = – wyrównany rekord życiowy \| · – najlepszy wynik w sezonie \| = – wyrównany najlepszy wynik w sezonie \| – rekord olimpijski |
| Fn – falstart \| DNF – nie ukończyła \| DNS – nie wystartowała \| DSQ – zdyskwalifikowana                                                                                                  |

### Eliminacje
Rozegrano sześć biegów eliminacyjnych. Do ćwierćfinałów awansowało po pięć najlepszych zawodniczek z każdego biegu.

#### Bieg 1
| Poz. | Zawodniczka     | Narodowość        | Rezultat | Uwagi |
| ---- | --------------- | ----------------- | -------- | ----- |
| 1    | Marilyn White   | Stany Zjednoczone | 11,4w    | Q     |
| 2    | Daphne Arden    | Wielka Brytania   | 11,5w    | Q     |
| 3    | Renāte Lāce     | ZSRR              | 11,6w    | Q     |
| 4    | Dianne Bowering | Australia         | 11,8w    | Q     |
| 5    | Rose Hart       | Ghana             | 11,9w    | Q     |
| 6    | Erzsébet Bartos | Węgry             | 11,9w    |       |
| 7    | Mona Sulaiman   | Filipiny          | 12,0w    |       |
| –    | Jean Mitchell   | Panama            | DNS      |       |

#### Bieg 2
| Poz. | Zawodniczka      | Narodowość        | Rezultat | Uwagi |
| ---- | ---------------- | ----------------- | -------- | ----- |
| 1    | Edith McGuire    | Stany Zjednoczone | 11,4     | Q     |
| 2    | Barbara Sobotta  | Polska            | 11,8     | Q     |
| 3    | Christiane Cadic | Francja           | 12,0     | Q     |
| 4    | Renate Meyer     | Niemcy            | 12,0     | Q     |
| 5    | Inge Aigner      | Austria           | 12,0     | Q     |
| 6    | Marcela Daniel   | Panama            | 12,6     |       |
| 7    | Simin Safamehr   | Iran              | 13,2     |       |

#### Bieg 3
| Poz. | Zawodniczka           | Narodowość    | Rezultat | Uwagi |
| ---- | --------------------- | ------------- | -------- | ----- |
| 1    | Ewa Kłobukowska       | Polska        | 11,4     | Q     |
| 2    | Margit Nemesházi      | Węgry         | 11,7     | Q     |
| 3    | Danielle Guéneau      | Francja       | 12,0     | Q     |
| 4    | Avis McIntosh         | Nowa Zelandia | 12,0     | Q     |
| 5    | Ulla-Britt Wieslander | Szwecja       | 12,0     | Q     |
| 6    | Miriam Sidranski      | Izrael        | 12,1     |       |
| –    | Erika Pollmann        | Niemcy        | DSQ      |       |

#### Bieg 4
| Poz. | Zawodniczka     | Narodowość      | Rezultat | Uwagi |
| ---- | --------------- | --------------- | -------- | ----- |
| 1    | Dorothy Hyman   | Wielka Brytania | 11,6     | Q     |
| 2    | Doreen Porter   | Nowa Zelandia   | 11,7     | Q     |
| 3    | Galina Popowa   | ZSRR            | 11,8     | Q     |
| 4    | Clarice Ahanotu | Nigeria         | 11,9     | Q     |
| 5    | Irene Muyanga   | Uganda          | 12,0     | Q     |
| 6    | Joke Bijleveld  | Holandia        | 12,3     |       |
| 7    | Delceita Oakley | Panama          | 12,3     |       |

#### Bieg 5
| Poz. | Zawodniczka        | Narodowość        | Rezultat | Uwagi |
| ---- | ------------------ | ----------------- | -------- | ----- |
| 1    | Wyomia Tyus        | Stany Zjednoczone | 11,3w    | Q     |
| 2    | Halina Górecka     | Polska            | 11,5w    | Q     |
| 3    | Irene Piotrowski   | Kanada            | 11,5w    | Q     |
| 4    | Margaret Burvill   | Australia         | 11,6w    | Q     |
| 5    | Carmen Smith       | Jamajka           | 11,7w    | Q     |
| 6    | Esperanza Girón    | Meksyk            | 12,2w    |       |
| 7    | Kusolwan Sorut     | Tajlandia         | 12,6w    |       |
| 8    | Christiana Boateng | Ghana             | 12,9w    |       |

#### Bieg 6
| Poz. | Zawodniczka        | Narodowość       | Rezultat | Uwagi |
| ---- | ------------------ | ---------------- | -------- | ----- |
| 1    | Marilyn Black      | Australia        | 11,5     | Q     |
| 2    | Miguelina Cobián   | Kuba             | 11,6     | Q     |
| 3    | Eva Lehocká        | Czechosłowacja   | 11,8     | Q     |
| 4    | Galina Gajda       | ZSRR             | 11,9     | Q     |
| 5    | Heilwig Jacob      | Niemcy           | 11,9     | Q     |
| 6    | Madeleine Cobb     | Wielka Brytania  | 12,0     |       |
| 7    | Margarita Formeiro | Argentyna        | 12,2     |       |
| 8    | Song Yang-ja       | Korea Południowa | 12,7     |       |

### Ćwierćfinały
Rozegrano cztery biegi ćwierćfinałowe. Do półfinałów awansowały po cztery najlepsze zawodniczki z każdego biegu.

#### Bieg 1
| Poz. | Zawodniczka      | Narodowość        | Rezultat | Uwagi |
| ---- | ---------------- | ----------------- | -------- | ----- |
| 1    | Wyomia Tyus      | Stany Zjednoczone | 11,2     | Q =   |
| 2    | Dorothy Hyman    | Wielka Brytania   | 11,5     | Q     |
| 3    | Galina Popowa    | ZSRR              | 11,5     | Q     |
| 4    | Irene Piotrowski | Kanada            | 11,6     | Q     |
| 5    | Barbara Sobotta  | Polska            | 11,8     |       |
| 6    | Avis McIntosh    | Nowa Zelandia     | 12,0     |       |
| 7    | Irene Muyanga    | Uganda            | 12,2     |       |

#### Bieg 2
| Poz. | Zawodniczka           | Narodowość        | Rezultat | Uwagi |
| ---- | --------------------- | ----------------- | -------- | ----- |
| 1    | Marilyn Black         | Australia         | 11,4     | Q     |
| 2    | Marilyn White         | Stany Zjednoczone | 11,5     | Q     |
| 3    | Renāte Lāce           | ZSRR              | 11,6     | Q     |
| 4    | Carmen Smith          | Jamajka           | 11,7     | Q     |
| 5    | Heilwig Jacob         | Niemcy            | 11,7     |       |
| 6    | Danielle Guéneau      | Francja           | 11,8     |       |
| 7    | Clarice Ahanotu       | Nigeria           | 11,8     |       |
| 8    | Ulla-Britt Wieslander | Szwecja           | 11,9     |       |

#### Bieg 3
| Poz. | Zawodniczka      | Narodowość        | Rezultat | Uwagi |
| ---- | ---------------- | ----------------- | -------- | ----- |
| 1    | Edith McGuire    | Stany Zjednoczone | 11,4w    | Q     |
| 2    | Halina Górecka   | Polska            | 11,3w    | Q     |
| 3    | Miguelina Cobián | Kuba              | 11,55    | Q     |
| 4    | Margit Nemesházi | Węgry             | 11,5w    | Q     |
| 5    | Dianne Bowering  | Australia         | 11,7w    |       |
| 6    | Rose Hart        | Ghana             | 11,9w    |       |
| 7    | Inge Aigner      | Austria           | 12,0w    |       |
| 8    | Renate Meyer     | Niemcy            | 12,1w    |       |

#### Bieg 4
| Poz. | Zawodniczka      | Narodowość      | Rezultat | Uwagi |
| ---- | ---------------- | --------------- | -------- | ----- |
| 1    | Ewa Kłobukowska  | Polska          | 11,4     | Q     |
| 2    | Daphne Arden     | Wielka Brytania | 11,5     | Q     |
| 3    | Eva Lehocká      | Czechosłowacja  | 11,6     | Q =   |
| 4    | Margaret Burvill | Australia       | 11,7     | Q     |
| 5    | Doreen Porter    | Nowa Zelandia   | 11,8     |       |
| 6    | Christiane Cadic | Francja         | 12,0     |       |
| 7    | Galina Gajda     | ZSRR            | 12,0     |       |

### Półfinały
Rozegrano dwa biegi półfinałowe. Do finału awansowały po cztery najlepsze zawodniczki z każdego biegu.

#### Bieg 1
| Poz. | Zawodniczka      | Narodowość        | Rezultat | Uwagi |
| ---- | ---------------- | ----------------- | -------- | ----- |
| 1    | Miguelina Cobián | Kuba              | 11,6     | Q     |
| 2    | Marilyn Black    | Australia         | 11,6     | Q     |
| 3    | Edith McGuire    | Stany Zjednoczone | 11,6     | Q     |
| 4    | Halina Górecka   | Polska            | 11,7     | Q     |
| 5    | Galina Popowa    | ZSRR              | 11,8     |       |
| 6    | Daphne Arden     | Wielka Brytania   | 11,8     |       |
| 7    | Eva Lehocká      | Czechosłowacja    | 11,9     |       |
| 8    | Carmen Smith     | Jamajka           | 11,9     |       |

#### Bieg 2
| Poz. | Zawodniczka      | Narodowość        | Rezultat | Uwagi |
| ---- | ---------------- | ----------------- | -------- | ----- |
| 1    | Wyomia Tyus      | Stany Zjednoczone | 11,3     | Q     |
| 2    | Ewa Kłobukowska  | Polska            | 11,4     | Q     |
| 3    | Marilyn White    | Stany Zjednoczone | 11,5     | Q     |
| 4    | Dorothy Hyman    | Wielka Brytania   | 11,6     | Q     |
| 5    | Irene Piotrowski | Kanada            | 11,7     |       |
| 6    | Renāte Lāce      | ZSRR              | 11,7     |       |
| 7    | Margit Nemesházi | Węgry             | 11,7     |       |
| 8    | Margaret Burvill | Australia         | 11,8     |       |

### Finał
| Poz. | Zawodniczka      | Narodowość        | Rezultat | Uwagi |
| ---- | ---------------- | ----------------- | -------- | ----- |
| 1    | Wyomia Tyus      | Stany Zjednoczone | 11,4     |       |
| 2    | Edith McGuire    | Stany Zjednoczone | 11,6     |       |
| 3    | Ewa Kłobukowska  | Polska            | 11,6     |       |
| 4    | Marilyn White    | Stany Zjednoczone | 11,6     |       |
| 5    | Miguelina Cobián | Kuba              | 11,7     |       |
| 6    | Marilyn Black    | Australia         | 11,7     |       |
| 7    | Halina Górecka   | Polska            | 11,8     |       |
| 8    | Dorothy Hyman    | Wielka Brytania   | 11,9     |       |